# Теодоро
Теодоро, Феодоро (на гръцки: Θεοδόρο) или Готия (на гръцки: Γοτθία) е малко средновековно княжество в югозападната част на Кримския полуостров със столица град Мангуп. Княжеството съществува от 12 до 15 век. През 14 век южният бряг е завладян от генуезците и става част от генуезките колонии под името „Капитанство Готия“. Населението на княжеството се състои главно от кримски готи, гърци, алани, изповядващи православието.

## История
Княжеството е образувано на земите на бившите византийски владения на полуостров Крим и е тясно свързано с Трапезундската империя.
Отношенията на Княжество Теодоро със Златната орда и хановете на Кримското ханство са мирни, за разлика от тези с генуезците, с които населението води чести войни.
През 1475 година след продължила близо пет месеца обсада на град Мангуп, Теодоро, както и останалите генуезки владения, са завладени от османските войски под командването на Гедик Ахмед паша. След завладяването на бившето Княжество Теодоро земите му са организирани в Мангупски кадилък, който влиза в състава на еялет (провинция) с център Кафа (Феодосия).

## Галерия
- Мангуп
- Останки от крепост в Бакла
- Средновековният град-крепост Ески-Кермен